# Pagode (Efteling)

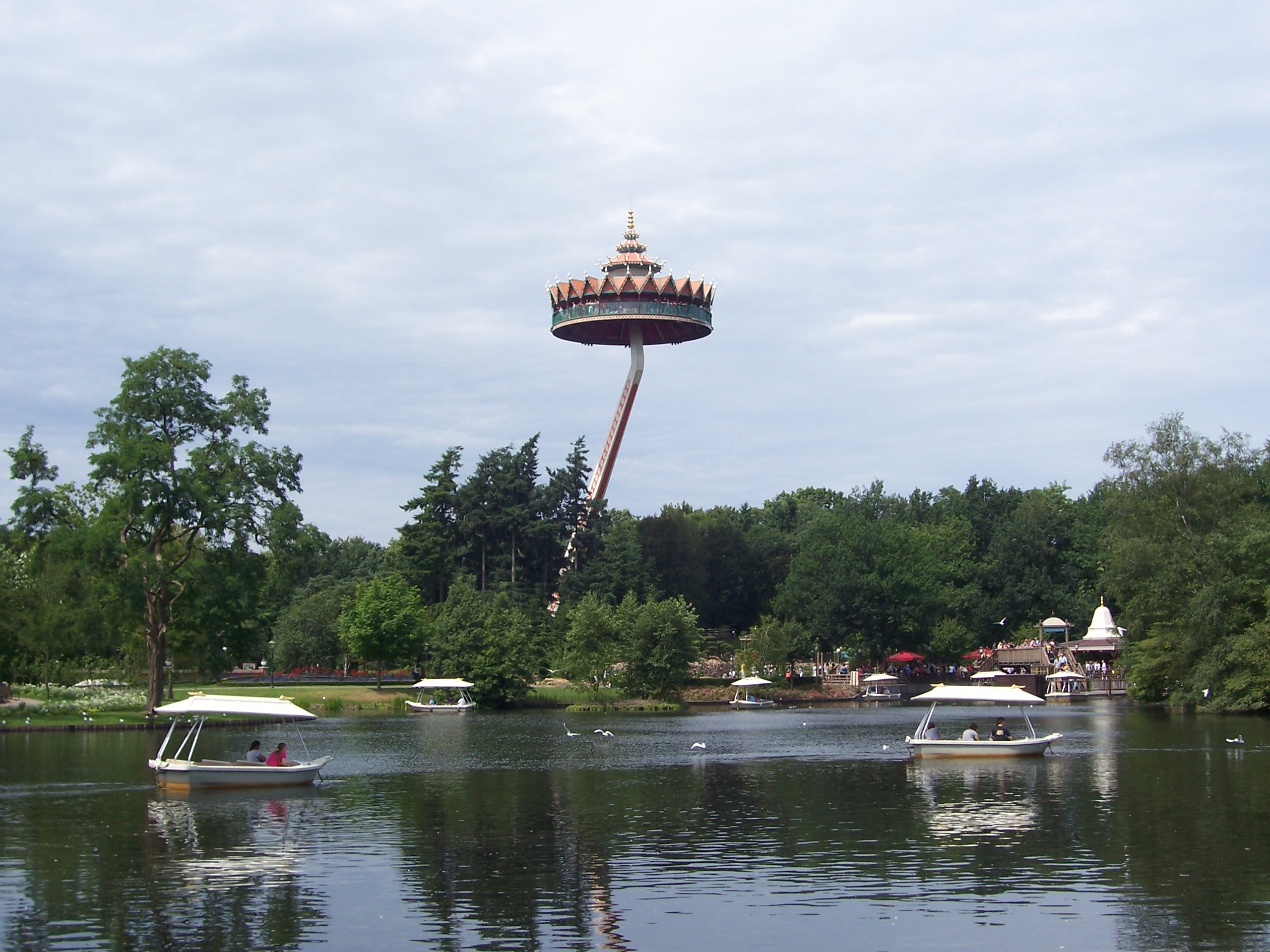
De Gondoletta en de Pagode

De Pagode is een uitkijktoren in de Efteling. De attractie ging voor het eerst de lucht in op Hemelvaartsdag 1987, in een periode waarin de Efteling meerdere grote attracties opende. De Pagode werd ontwikkeld door het bedrijf Intamin AG.

## De attractie
De Pagode is een observatietoren van het model Flying Island. Door een hydraulisch aangedreven arm met een tegengewicht dat tot 10 meter in de grond zakt, worden de bezoekers (max. 60) in een Thaise tempel (van 16 meter doorsnede) naar 45 meter hoogte gebracht. Voorheen konden 100 personen per rit mee, sinds het grote onderhoud in 2010 is dat niet meer mogelijk omdat er zwaardere motoren aan boord zijn. Doordat de tempel continu zachtjes ronddraait, is er een steeds wisselend uitzicht over het park en, bij helder weer, op gebouwen in steden als Breda, 's-Hertogenbosch, Tilburg en Waalwijk in de verte. Ook de waterstralen van de attractie Aquanura zijn vanuit de Pagode te zien.
De Pagode is het hoogste punt van het park. De nieuwe ingang van het park, het majestueuze Huis van de Vijf Zintuigen met haar 45 meter hoog, is op hetzelfde niveau als de bezoekers van de pagode sinds 1996. Bij de onderhoudsbeurt in 2022 die van maart tot en met juli zal duren wordt de capaciteit vergroot van 60 naar 100 personen.

## Thema
Voor de vormgeving zorgde toenmalig creatief directeur Ton van de Ven. Hij ontwierp ook het Spookslot, de Halve Maen, Piraña, Droomvlucht en Fata Morgana. Hij bedacht de Thaise vormgeving van de attractie.

## Horeca
Direct naast de attractie werd het kleine horecapuntje, dat er al jaren stond, omgebouwd tot de Toko Pagode. Het is nu een kraampje met oosterse etenswaar en een terras, dat recent nog werd vernieuwd en uitgebreid aan de Siervijver waarin de Gondoletta zich bevindt.

## Trivia
- De Pagode heette aanvankelijk Pagoda, maar dat bleek in het Thais graf te betekenen in plaats van tempel.
- Op 21 oktober 2007 sprong de 35-jarige basejumper Johan Vervoort van de attractie af met zijn parachute. De Efteling wilde hem vervolgen voor het vernielen van een boom, waar hij tegenaan vloog tijdens de sprong.
- Oorspronkelijk zou de Pagode aan de andere kant van de Siervijver gebouwd worden. Dit werd veranderd, omdat hij dan vanaf de openbare weg te zien zou zijn en weggebruikers hierdoor afgeleid zouden kunnen worden.
- Het bovenste gedeelte van de Pagode werd voor de troonswisseling van koningin Beatrix op 30 april 2013 tijdelijk vervangen door een 4,5 meter hoge, gouden kroon van 3300 kg. De attractie bleef operationeel. De kroon werd daarna wit gespoten en op de Pardoes Promenade geplaatst.

## Technische problemen
Sinds 2009 had de attractie meerdere malen per jaar last van storingen. Zo is de Pagode tussen september 2009 en 29 juli 2010 buiten gebruik geweest door een technisch probleem. In de Winter Efteling werd de Pagode 's avonds wel de lucht in gelaten maar zonder bezoekers, omdat de attractie nog niet veilig genoeg was (de gondel hing scheef). Op 30 juli 2010 werd de pagode weer geopend. Sinds de heropening van de pagode is de capaciteit echter drastisch verlaagd. Van 100 personen per rit naar 60 personen per rit, dit vanwege de nieuwe, zwaardere motoren en om de veiligheid van de bezoekers te garanderen. Sinds 7 september 2015 was de attractie wederom voor lange tijd gesloten. De Efteling is op zoek gegaan naar een meer definitieve oplossing voor het probleem om de attractie nog enkele decennia te laten meegaan. Een groot deel van de techniek werd gemoderniseerd. De attractie heropende, na vele testvluchten, op 11 maart 2016. Van maart tot juli 2022 kampte Pagode opnieuw meerdere malen met storingen. Na een onverwachte sluiting in maart, was de attractie 4 maanden buiten gebruik voor renovatie. Op 16 juli 2022 kon hij terug geopend worden.